# Relations entre l'Algérie et le Kenya
Les relations entre l'Algérie et le Kenya sont des relations bilatérales entre deux états africains, l'un situé en Afrique du nord, la République algérienne démocratique et populaire et l'autre situé en Afrique de l'est, la république du Kenya. L'Algérie dispose d'une ambassade à Nairobi et le Kenya dispose d'une ambassade à Alger.

## Présentation

### Représentations officielles
L'Algérie a une ambassade à Nairobi. Le Kenya dispose également d'une ambassade à Alger. Elle a été ouverte au début de l'année 2015. Ces deux états se retrouvent lors des sommets de l'Union africaine.

### Actions diplomatiques
En décembre 2013, lors de sa visite de cinq jours à Alger, le président de l'Assemblée nationale du Kenya, Justin Muturi a rencontré le Premier Ministre Algérien Abdelmalek Sellal. Pendant les pourparlers, les deux pays sont convenus de créer une commission mixte algéro-kenyane visant à renforcer les liens entre les deux pays.
En février 2015, le président Uhuru Kenyatta a fait une visite d'état de 3 jours en Algérie à l'invitation du président Abdelaziz Bouteflika. Lors de sa visite, Kenyatta a ouvert l'ambassade du Kenya en Algérie.

### Coopération au développement
L'Algérie et le Kenya sont convenus d'élaborer des plans économiques, technologiques et politiques ainsi que des voies et moyens de renforcer les liens et de développer les deux pays. Les deux pays ont signé deux pactes de coopération et de consultation politique.
Lors d'une réunion avec le Ministre algérien de l'énergie Abdelhamid Senouci Bereksi, il a été convenu que l'Algérie formera les Kenyans à la production de pétrole et de gaz, et le Kenya ouvrira ses portes aux Algériens pour les former à la géothermie et les énergies renouvelables.
Dans une autre réunion avec le Premier ministre Abdelmalek Sellal, les dirigeants politiques se sont engagés à continuer à travailler ensemble pour enrayer le terrorisme à travers le partage d'informations vitales.
Le 15 janvier 2024, et sur instruction du président Abdelmadjid Tebboune, l'Algérie  a fait un don de 16 000 tonnes d’engrais au Kenya. Il s’agit de l’urée N°46, un engrais essentiel pour la fertilisation des terres pour améliorer les rendements.

### Relations commerciales
En 2013, le Kenya a exporté des marchandises pour une valeur de 545 millions KES (shilling kényan) (5,3 millions d'EUR) par rapport aux importations 13 millions de KES (126 000 EUR).

### Groupe d’amitié parlementaire
Dans le cadre de renforcement de la diplomatie parlementaire entre les deux pays, un groupe parlementaire d'amitié « Algérie-Kenya » a été installé, le 10 novembre 2022 à l'Assemblée nationale populaire algérien en présence des officiels des deux pays.